# Prefectura d'Ishikawa
La prefectura d'Ishikawa 石川県 (Ishikawa-ken) és a la regió de Chubu sobre l'illa de Honshu, Japó. La capital és Kanazawa.

## Ciutats
- Hakui
- Kaga
- Kanazawa (capital)
- Komatsu
- Matto
- Nanao
- Suzu
- Wajima

## Districtes
- Enuma
  - Yamanaka
- Fugeshi
  - Anamizu
  - Fugeshigun
  - Monzen
  - Noto
  - Yanagida
- Hakui
  - Hakuigun
  - Oshimizu
  - Shika
  - Shio
  - Togi
- Ishikawa
  - Ishikawagun
  - Kawachi
  - Mikawa
  - Nonoichi
  - Oguchi
  - Shiramine
  - Torigoe
  - Tsurugi
  - Yoshinodani
- Kahoku
  - Kahokugun
  - Nanatsuka
  - Takamatsu
  - Tsubata
  - Uchinada
  - Unoke
- Kashima
  - Kashima
  - Kashimagun
  - Nakajima
  - Notojima
  - Rokusei
  - Tatsuruhama
  - Toriya
- Nomi
  - Kawakita
  - Neagari
  - Nomigun
  - Tatsunokuchi
  - Terai
- Suzu
  - Suzugun
  - Uchiura